# Équipe de Slovaquie de rugby à XV
L'équipe de Slovaquie de rugby à XV rassemble les meilleurs joueurs de rugby à XV de la Slovaquie.

## Histoire
L'équipe de Slovaquie de rugby à XV a disputé son premier match international contre Monaco en 2006 qu'elle a perdu 0-6. Elle est membre de World Rugby depuis 2016.
Elle évolue en 2018 en deuxième division (en) du Championnat d'Europe.
Le sélectionneur est Pavel Lištvan. 
Eduard Krützner est le président.

## Palmarès
- Coupe du monde
  - 1987 : non invité
  - 1991 : pas inscrite
  - 1995 : pas inscrite
  - 1999 : pas inscrite
  - 2003 : pas inscrite
  - 2007 : pas inscrite

- Coupe d'Europe : 
  -  : Conférence Développement[1]
  - 2017 : Conférence Développement